# Astartidae
Famille
Les Astartidae, astartes en français, sont une famille de mollusques bivalves. On retrouve 8 espèces d'astartes présentes dans les eaux froides et tempérées de l'océan Atlantique Nord.
Elles possèdent des coquilles épaisses, de taille variant de 1 à 6 cm selon les espèces et avec une forme variant de celle d'un œuf à triangulaire. Leurs coquilles sont relativement lisses, pourvues de sillons plus ou moins profonds, et d'un ligament externe.

## Habitat
On retrouve les astartes à des profondeurs variant de 9 m à plus de 750 m sur des fonds meubles (vase, sable, argile) où l'on retrouve un peu de gravier ou de fragments de coquilles.

## Liste des genres
Selon World Register of Marine Species (1 juin 2016) :
- Astarte J. Sowerby, 1816
- Digitaria S. V. Wood, 1853
- Eriphyla Gabb, 1864
- Gonilia Stoliczka, 1871
- Goodallia Turton, 1822

Selon ITIS (1 juin 2016) :
- Astarte J. Sowerby, 1816
- Digitaria S. V. Wood, 1853
- Goodallia Turton, 1822